# Estados Unidos en la Copa Mundial de Fútbol de 1930
La Selección de Estados Unidos fue uno de los 13 países participantes de la primera Copa Mundial de Fútbol que se realizó en Uruguay.
En este mundial, Estados Unidos quedó emparejado en el Grupo D con Bélgica y Paraguay. 
En su debut, Estados Unidos venció a Bélgica por 3-0, en su segundo partido le ganó a Paraguay por 3-0 que logró su clasificación a Semifinales. En el tercer encuentro, se enfrentó a la poderosa selección Argentina en Semifinales, que terminó perdiendo por 6-1, y el tercer lugar no se jugó el partido contra la selección de Yugoslavia y culminó en el tercer puesto (2-0-1).

## Jugadores

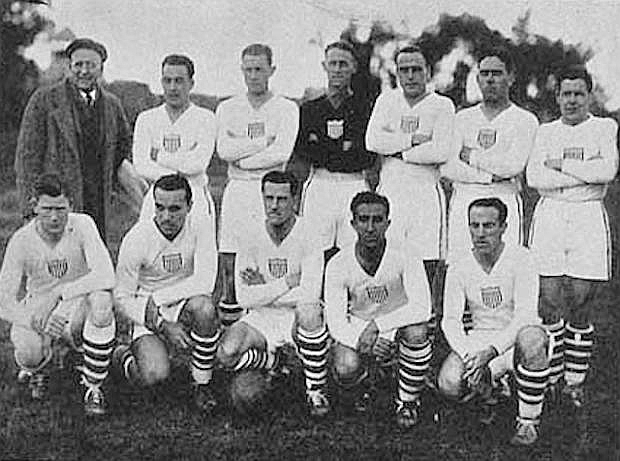
Selección de Estados Unidos en el Mundial.

| #  | Nombre           | Nac | Posición       | Edad | PJ Sel | Club                      |
| -- | ---------------- | --- | -------------- | ---- | ------ | ------------------------- |
|    | Andy Auld        |     | Centrocampista | 30   | 1      | Providence F.C.           |
|    | Mike Bookie      |     | Delantero      | 25   | 0      | Cleveland Slavia          |
|    | Jim Brown        |     | Centrocampista | 21   | 0      | New York Giants           |
|    | Jimmy Douglas    |     | Arquero        | 32   | 5      | New York Nationals        |
|    | Tom Florie       |     | Delantero      | 32   | 2      | New Bedford Whalers       |
|    | Jimmy Gallagher  |     | Defensa        | 29   | 0      | New York Nationals        |
|    | James Gentle     |     | Defensa        | 25   | 0      | Philadelphia Cricket Club |
|    | Billy Gonsalves  |     | Centrocampista | 21   | 0      | Fall River F.C.           |
|    | Bart McGhee      |     | Delantero      | 31   | 0      | New York Nationals        |
|    | George Moorhouse |     | Defensa        | 29   | 1      | New York Giants           |
|    | Arnie Oliver     |     | Centrocampista | 23   | 0      | Providence F.C.           |
|    | Bert Patenaude   |     | Delantero      | 20   | 0      | Fall River F.C.           |
|    | Philip Slone     |     | Centrocampista | 23   | 0      | New York Giants           |
|    | Raphael Tracey   |     | Defensa        | 26   | 0      | Ben Millers               |
|    | Frank Vaughn     |     | Defensa        | 28   | 0      | Ben Millers               |
|    | Alexander Wood   |     | Defensa        | 23   | 0      | Detroit Holley Carburetor |
| DT | Robert Millar    |     |                |      |        |                           |

## Partidos de la Selección en el Mundial de 1930

### Grupo D
| Equipo         | Pts | PJ | PG | PE | PP | GF | GC |
| -------------- | --- | -- | -- | -- | -- | -- | -- |
| Estados Unidos | 4   | 2  | 2  | 0  | 0  | 6  | 0  |
| Paraguay       | 2   | 2  | 1  | 0  | 1  | 1  | 3  |
| Bélgica        | 0   | 2  | 0  | 0  | 2  | 0  | 4  |

| 13 de julio de 1930, 15:00 | Estados Unidos                              | 3:0 (2:0) | Bélgica | Estadio Parque Central, Montevideo                                |                                                                   |
|                            | McGhee 23' · Tom Florie 45' · Patenaude 69' | Reporte   |         | Asistencia: 18.346 espectadores Árbitro(s): José Bartolomé Macías | Asistencia: 18.346 espectadores Árbitro(s): José Bartolomé Macías |

| 17 de julio de 1930, 14:45                                                                      | Estados Unidos          | 3:0 (2:0) | Paraguay | Estadio Parque Central, Montevideo                                |                                                                   |
|                                                                                                 | Patenaude 10', 15', 50' | Reporte   |          | Asistencia: 18.306 espectadores Árbitro(s): José Bartolomé Macías | Asistencia: 18.306 espectadores Árbitro(s): José Bartolomé Macías |
| Bert Patenaude se convirtió en el primer jugador reconocido por la FIFA que marcó una tripleta. |                         |           |          |                                                                   |                                                                   |

### Semifinales
| 26 de julio de 1930, 14:45 | Argentina                                                     | 6:1 (1:0) | Estados Unidos | Estadio Centenario, Montevideo                            |                                                           |
|                            | Monti 20' · Scopelli 56' · Stábile 69' 87' · Peucelle 80' 85' | Reporte   | Brown 89'      | Asistencia: 72.886 espectadores Árbitro(s): Jean Langenus | Asistencia: 72.886 espectadores Árbitro(s): Jean Langenus |

## Goleadores
| Jugador        | Goles |
| -------------- | ----- |
| Bert Patenaude | 4     |
| Jim Brown      | 1     |
| Tom Florie     | 1     |
| Bart McGhee    | 1     |